# Хелмец (гмина)
Хелмец (пол. Chełmiec) — сельская гмина (волость) в Польше, входит как административная единица в Новосонченский повет, Малопольское воеводство. Население — 24 061 человек (на 2004 год).

## Поселения
1. Бичице-Дольне
2. Бичице-Гурне
3. Хелмец
4. Хомранице
5. Домброва
6. Янушова
7. Кленчаны
8. Климкувка
9. Красне-Потоцке
10. Кунув
11. Курув
12. Либрантова
13. Марцинковице
14. Насцишова
15. Нискова
16. Пашин
17. Пёнткова
18. Рдзёстув
19. Свинярско
20. Тшетшевина
21. Убяд
22. Велёгловы
23. Велёполе
24. Воля-Куровска
25. Воля-Марцинковска